# Eupithecia cinnamomata
Eupithecia cinnamomata är en fjärilsart som beskrevs av Fletcher 1951. Eupithecia cinnamomata ingår i släktet Eupithecia och familjen mätare. Inga underarter finns listade i Catalogue of Life.